# Yōichi Naganuma
Yōichi Naganuma (jap. 長沼 洋一, Naganuma Yōichi; * 14. April 1997 in Kōfu, Präfektur Yamanashi) ist ein japanischer Fußballspieler.

## Karriere

### Verein
Yōichi Naganuma erlernte das Fußballspielen in den Jugendmannschaften des Kofu Satogaki Soccer Sports Shonendan, des Kofu U Sports Club und in der Jugend des Erstligisten Sanfrecce Hiroshima. Hier unterschrieb er 2016 auch seinen ersten Profivertrag. Von August 2017 bis Januar 2018 wurde er an den Zweitligisten Montedio Yamagata ausgeliehen. Für Yamagata absolvierte er drei Zweitligaspiele. Direkt im Anschluss wurde er Anfang 2018 an den ebenfalls in der zweiten Liga spielenden FC Gifu ausgeliehen. Für den Klub aus Gifu absolvierte er 17 Spiele in der zweiten Liga. Seit Anfang 2019 ist er an den Zweitligisten Ehime FC aus Matsuyama ausgeliehen. Nach 72 Spielen kehrte er im Januar 2021 zu Sanfrecce zurück. Ende Juli 2022 verließ er den Verein und schloss sich dem Erstligisten Sagan Tosu an. Für den Verein aus Tosu bestritt er 68 Ligaspiele. Hierbei erzielte er 15 Treffer. Anfang August 2024 nahm ihn der Erstligist Urawa Red Diamonds unter Vertrag.

### Nationalmannschaft
Yōichi Naganuma spielte 2015 fünfmal in der U18-Nationalmannschaft. Mit der U21-Mannschaft nahm er 2018 an der U-23-Fußball-Asienmeisterschaft teil. Mit der U23-Mannschaft spielte er bei den Asienspielen 2018 in Indonesien.